# Norddeutscher Lloyd

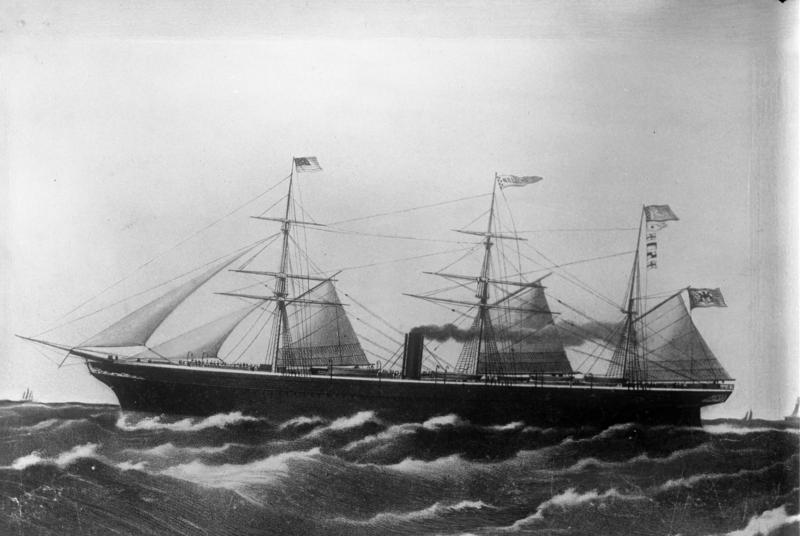
Bremen I (1880)

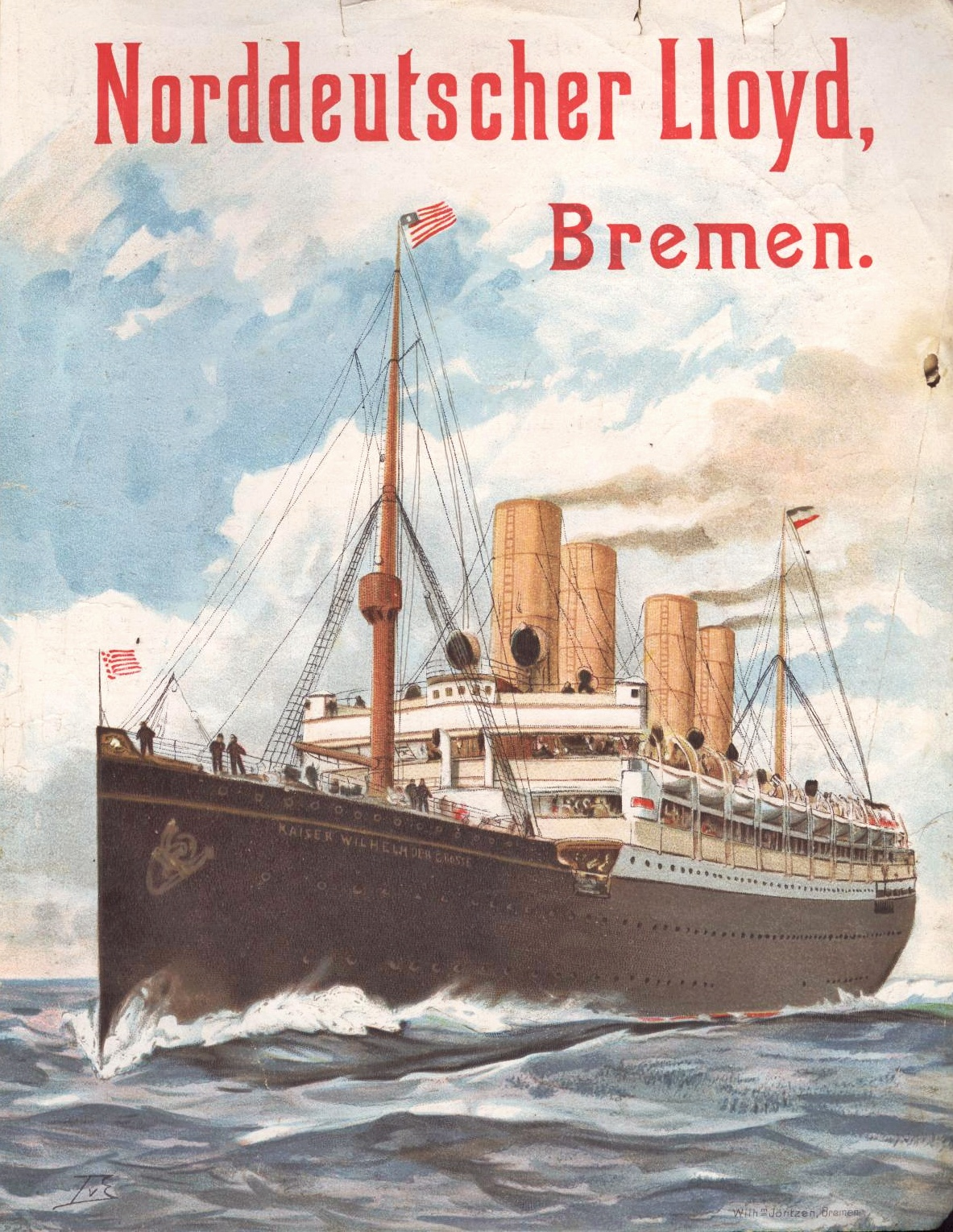
Reclamebord van de rederij met het schip Kaiser Wilhelm der Grosse

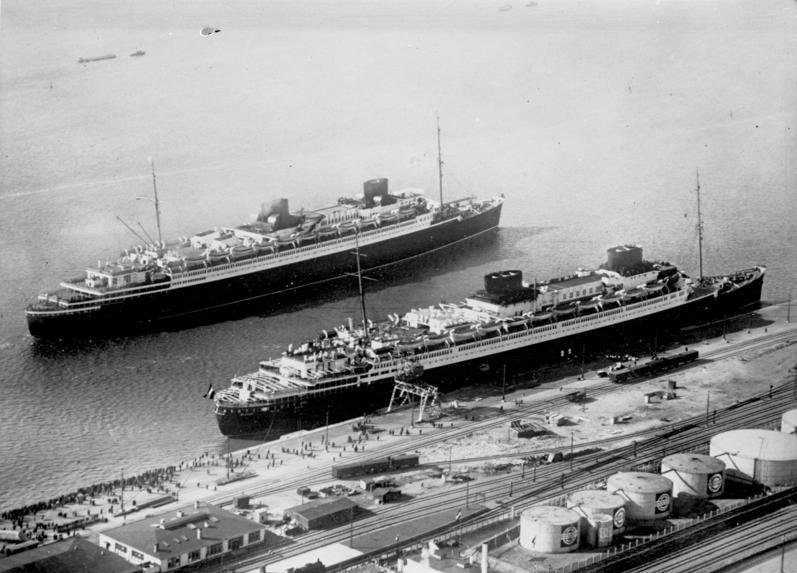
Het derde schip van NDL met de naam Europa (rechts aan de kade) en haar zusterschip Bremen (links) in Bremerhaven (maart 1930)

De Norddeutscher Lloyd was een Duitse rederij die werd opgericht in 1857 door Hermann Heinrich Meier.
Het hoofdkantoor stond in Bremen en Meier werd de eerste president. De rederij begon met sleepreizen op de Wezer. Al snel daarna werd een dienst voor passagiers naar Norderney geregeld en in 1857 volgde een dienst op Engeland. Voor een dienst op New York werden vier grote stoomschepen in Engeland besteld. In 1858 kwam het eerste schip in de vaart, de Bremen I en in 1866 voeren al acht schepen van de rederij tussen Bremen en New York. In 1892 nam Heinrich Wiegand de rederij over. In 1897 bracht de Norddeutscher Lloyd het eerste vierpijps-stoomschip in de vaart: de Kaiser Wilhelm der Grosse. Later volgden nog de andere vierpijpers: Kronprinz Wilhelm, Kaiser Wilhelm II en Kronprinzessin Cecilie, die samen de 'Four Flyers' vormden.
In 1913 vervoerde de rederij zijn 10 miljoenste passagier. In dat jaar vervoerde de Norddeutscher Lloyd 218.000 mensen en was daarmee iets groter dan de belangrijkste concurrent, de Hamburg-America Line.
De Eerste Wereldoorlog leidde tot forse verliezen. Schepen gingen ten onder of werden door de geallieerden in beslag genomen. Kaiser Wilhelm der Grosse werd in de oorlog bewapend en ingezet als hulpkruiser en ging ten onder na een treffer met een Britse kruiser. Kaiser Wilhelm II lag in Hoboken en kon niet meer terug naar Duitsland. In 1917 kwam de Verenigde Staten in de oorlog en legde beslag op het Duitse schip. Het werd gebruikt als troepentransportschip en na de oorlog opgelegd. Het werd nooit aan de rederij teruggegeven. Na de oorlog kon de rederij weer werken aan het herstel. Eind jaren twintig van de twintigste eeuw kwamen de Bremen en de Europa in de vaart, de snelheidskampioenen van de rederij. Beide wonnen zij de blauwe wimpel.
In de Tweede Wereldoorlog herhaalde de situatie zich van de Eerste Wereldoorlog. Pas in 1950 kon een begin worden gemaakt met de wederopbouw van de vloot. In 1961 had de rederij weer de beschikking over een vloot van 46 zeeschepen en verder nog kleinere schepen. In 1970 fuseerde de maatschappij met H.A.P.A.G. en werd er een nieuwe rederij geboren, Hapag-Lloyd.